# Llista Nacional

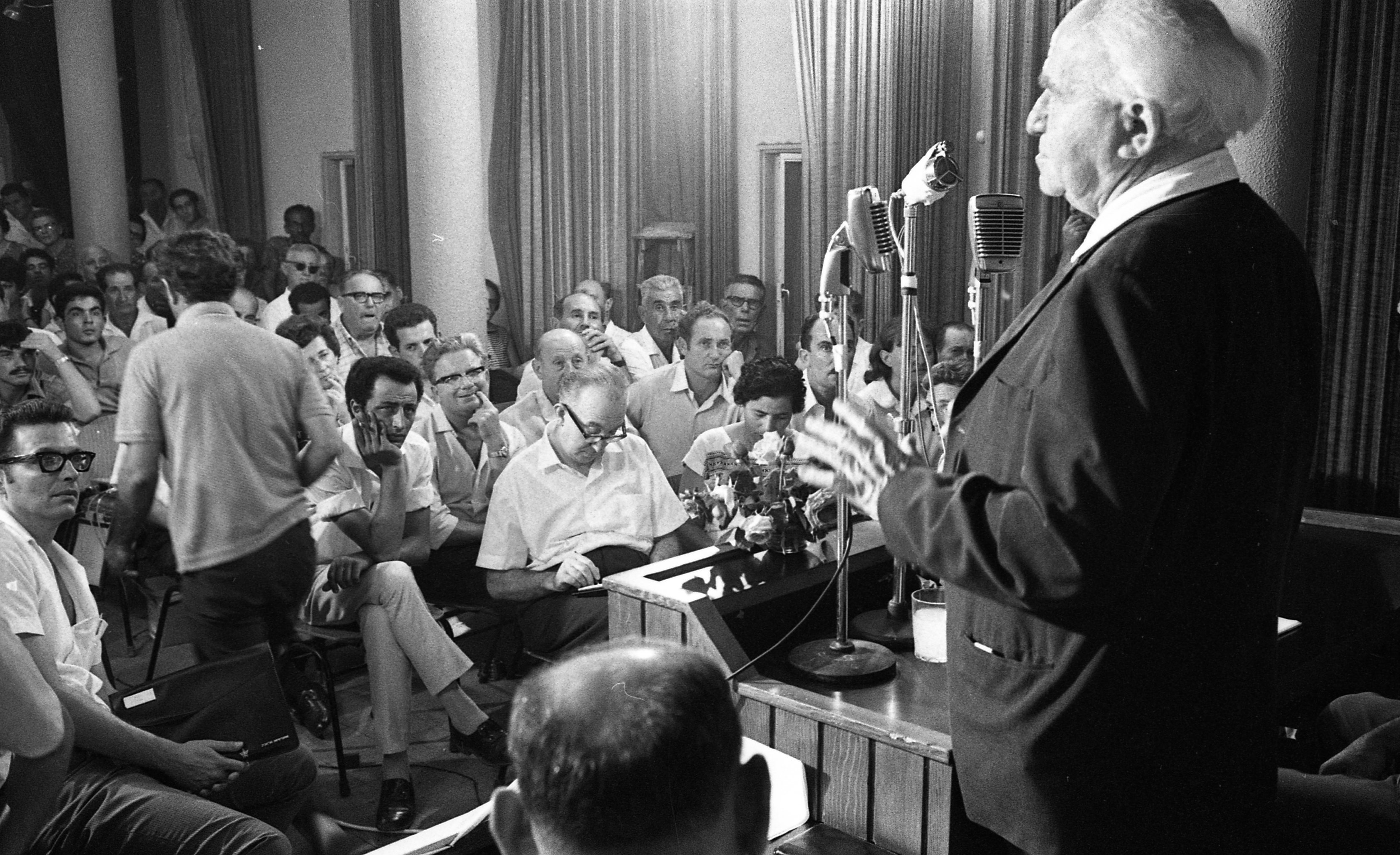
David Ben Burion parlant a la convenció de la Llista Nacional el 1969

La Llista Nacional (hebreu: רשימה ממלכתית‎, Rexima Mamlakhtit) fou un partit polític d'Israel. Tot i que fou fundat per David Ben-Gurion, un dels pares de l'esquerra israeliana, el partit és un dels predecessors del modern Likkud, el principal partit de dreta d'Israel.

## Història
La Llista Nacional havia estat creada per Ben-Gurion abans de les eleccions de 1969 després que el seu antic partit, Rafi, s'hagués fusionat en l'Alineació en contra dels seus desitjos.
El nou partit va obtenir quatre escons a la setena Kenésset, i Ben Gurion entrà a la Kenésset acompanyat de Meir Avizohar, Isser Harel i Yigal Hurvitz. Durant la legislatura, Avizohar va anar-se'n a L'Alineació i va deixar el partit amb tres escons. Ben-Gurion va dimitir de la Kenésset el 1970, i va ser substituït per Zalman Shoval.
Sense el lideratge de Ben Gurion, el partit va començar a desintegrar-se. Abans de les eleccions de 1973, es va unir a l'aliança Likkud formada per Herut, el Partit Liberal (que antigament s'havien aliat en el Gahal), el Centre Lliure i el Moviment pel Gran Israel. La nova aliança va obtenir 39 escons, amb Hurvitz i Shoval elegits a la Kenésset a la seva llista. El 1976, la Llista Nacional es va fusionar amb el Moviment pel Gran Israel i el Centre Independent (escindit del Centre Lliure) per formar la facció La'am dins Likkud i va deixar d'existir com a entitat independent.

### Refundació
El partit es va refundar breument durant la novena Kenésset després que Hurvitz, Shoval i Yitzhak Peretz deixessin Likkud per crear Rafi - Llista Nacional el 26 de gener de 1981. El 19 de maig Shoval i Hurvitz van marxar per establir Telem amb Moshe Dayan, mentre que Peretz reanomenà el partit Rafi abans de reincorporar-se a Likkud el 27 de maig. A continuació, Peretz es va separar dels altres dos per recrear la Llista Nacional. Tot i això, el partit reconstituït només va durar 12 dies, ja que Peretz es va incorporar al Likkud.
El 1983, Hurvitz es va apartar de Telem per establir Rafi - Llista Nacional, que després va rebatejar com a Ometz.